# Araneus blochmanni
Araneus blochmanni là một loài nhện trong họ Araneidae.
Loài này thuộc chi Araneus. Araneus blochmanni được Embrik Strand miêu tả năm 1907.